# رما (نیومکزیکو)
رما (به انگلیسی: Ramah) یک منطقهٔ مسکونی در ایالات متحده آمریکا است که در شهرستان مک‌کینلی واقع شده‌است. رما ۹٫۹ کیلومتر مربع مساحت و ۴۰۷ نفر جمعیت دارد و ۲٬۱۱۱ متر بالاتر از سطح دریا واقع شده‌است.